# Macuru-pintado
Barbudo-de-sobrancelha ou macuru-pintado (nome científico: Notharchus tectus) é uma espécie de ave da família Bucconidae.
Pode ser encontrada nos seguintes países: Bolívia, Brasil, Colômbia, Costa Rica, Equador, Guiana Francesa, Guiana, Panamá, Peru, Suriname e Venezuela.
Os seus habitats naturais são: florestas subtropicais ou tropicais húmidas de baixa altitude e florestas secundárias altamente degradadas.

## Subespécies
São reconhecidas três subespécies:
- Notharchus tectus tectus (Boddaert, 1783) - ocorre do Sul da Venezuela até as Guianas e na Amazônia brasileira, até o estado do Maranhão.
- Notharchus tectus picatus (P. L. Sclater, 1856) - ocorre no leste do Equador e Peru.
- Notharchus tectus subtectus (P. L. Sclater, 1860) - ocorre na costa Caribenha, da Costa Rica até a região central da Colômbia e sudoeste do Equador.